# Igor Andreev
Igor Andreev (Russian: Игорь Валерьевич Андреев, Moscou, 14 de Julho de 1983) é um tenista profissional da Rússia.
Andreev conquistou três títulos da ATP, e faz parte da Equipe Russa da Copa Davis em duplas.

## Biografia
Começou a carreira em 2003 jogando o ATP de Bucareste. Em 2004 participou da Copa Davis, defendendo a Rússia.  Sua melhor colocação foi número 24 na ATP. Nas Olimpíadas de Atenas ele perdeu na terceira rodada para Nicolás Massú do Chile, que seria o eventual ouro. E no ano de 2005 conquistou seus três títulos de ATP.
Encerrou o ano de 2011 como o número 115 do mundo.

## Desempenho em Torneios

### Simples

#### Finais Vencidas (3)
| Legenda                                                     |
| Grand Slam (0)                                              |
| Tennis Masters Cup ATP World Tour Finals (0)                |
| ATP Masters Series ATP World Tour Masters 1000 (0)          |
| ATP International Series Gold ATP World Tour 500 Series (0) |
| ATP International Series ATP World Tour 250 Series (3)      |

| Títulos por superfície |
| Dura (0)               |
| Grama (0)              |
| Saibro (2)             |
| Carpete (1)            |

| Nr. | Data                   | Torneio           | Superfície | Adversário na Final | Resultado     |
| 1.  | 4 de Abril de 2005     | Valencia, Espanha | Saibro     | David Ferrer        | 6–3, 5–7, 6–3 |
| 2.  | 26 de Setembro de 2005 | Palermo, Itália   | Saibro     | Filippo Volandri    | 0–6, 6–1, 6–3 |
| 3.  | 10 de Outubro de 2005  | Moscou, Rússia    | Carpete    | Nicolas Kiefer      | 5–7, 7–6, 6–2 |

#### Finais Perdidas (6)
| Nr. | Data                   | Torneio            | Superfície | Adversário na Final | Resultado          |
| 1.  | 12 de Julho de 2004    | Gstaad, Suíça      | Saibro     | Roger Federer       | 6–2, 6–3, 5–7, 6–3 |
| 2.  | 19 de Setembro de 2004 | Bucareste, Romênia | Saibro     | José Acasuso        | 6–3, 6–0           |
| 3.  | 18 de Setembro de 2005 | Bucareste, Romênia | Saibro     | Florent Serra       | 6–4, 6–3           |
| 4.  | 16 de Janeiro de 2006  | Sydney, Austrália  | Dura       | James Blake         | 6–2, 3–6, 7–6(3)   |
| 5.  | 13 de Julho de 2008    | Gstaad, Suíça      | Saibro     | Victor Hănescu      | 6–3, 6–4           |
| 6.  | 20 de Julho de 2008    | Umag, Croácia      | Saibro     | Fernando Verdasco   | 3–6, 6–4, 7–6(4)   |

### Duplas

#### Finais Vencidas (1)
| Legenda                                                     |
| Grand Slam (0)                                              |
| Tennis Masters Cup ATP World Tour Finals (0)                |
| ATP Masters Series ATP World Tour Masters 1000 (0)          |
| ATP International Series Gold ATP World Tour 500 Series (0) |
| ATP International Series ATP World Tour 250 Series (1)      |

| Títulos por superfície |
| Dura (0)               |
| Grama (0)              |
| Saibro (0)             |
| Carpete (1)            |

| Nr. | Data                  | Torneio        | Superfície | Parceiro          | Adversários na Final           | Resultado     |
| 1.  | 17 de Outubro de 2004 | Moscou, Rússia | Carpete    | Nikolay Davydenko | Mahesh Bhupathi Jonas Björkman | 3–6, 6–3, 6–4 |

#### Finais Perdidas (1)
| Nr. | Data                  | Torneio        | Superfície | Parceiro          | Adversários na Final       | Resultado |
| 1.  | 17 de Outubro de 2005 | Moscou, Rússia | Carpete    | Nikolay Davydenko | Max Mirnyi Mikhail Youzhny | 6–1, 6–1  |